# بابركة (أبشور)
بابركة (بالفارسية: پابرکه) هي قرية تقع في إيران في ناحية فورغ. يقدر عدد سكانها بـ 13 نسمة .